# ディンブラ
ディンブラ（英: Dimbula）とは、スリランカ中部ヌワラエリヤ県ディンブラ地方で生産される紅茶の総称である。

## 特徴
ディンブラの特徴は爽快な渋みと芳醇な香り手である。ハイ・グロウンティーの中では生産量が最も多く、香味は典型的なセイロンティーのものである。

## 収穫期と製法
クオリティーシーズンは1 - 3月である。また、4 - 6月、10 - 11月の雨期は、茶樹の生育が早く、量産期となる。
製造法はセミ・オーソドックス製法がメインとなるが、クオリティーシーズンにはオーソドックス製法が用いられることもある。